# Langweid am Lech
Langweid am Lech là một đô thị tại huyện Augsburg bang Bayern nước Đức. Đô thị Langweid am Lech có diện tích 23,54 km², dân số thời điểm ngày 31 tháng 12 năm 2006 là 7650 người.